# Honda NTV 650
De Honda NTV 650 (ook uitgebracht als NTV650 Revere) is een motorfiets van Honda, een zogenaamde naked bike.
De machine heeft cardanaandrijving en heeft een tweecilinder motor in V-opstelling van 647 cc met 59 pk. De motor heeft een aantal duidelijke pluspunten; hij heeft weinig onderhoud nodig en is daardoor een prima motor voor dagelijks gebruik. De motor heeft een vriendelijk karakter, waardoor hij erg prettig te rijden is. Toch heeft deze motor het nooit echt goed gedaan op de markt, wellicht omdat het model vanwege z'n relatief lage vermogen, conventionele uiterlijk en degelijke rijgedrag door het publiek als weinig opwindend werd ervaren.
Het is de voorganger van de NT650V Deauville maar dan met één schijfrem vooraan en zonder de windschermen en koffers.
In de US is dit model onder een ietwat andere vorm uitgebracht onder de naam NT650 Hawk. Dit model heeft kettingaandrijving en een meer gestroomlijnd voorkomen.
In Engeland is deze motorfiets bekend onder de naam Bros met 400cc en 600cc motorinhoud. Beide zijn, net als de Hawk, voorzien van een aluminium frame en kettingaandrijving.

## Specificaties

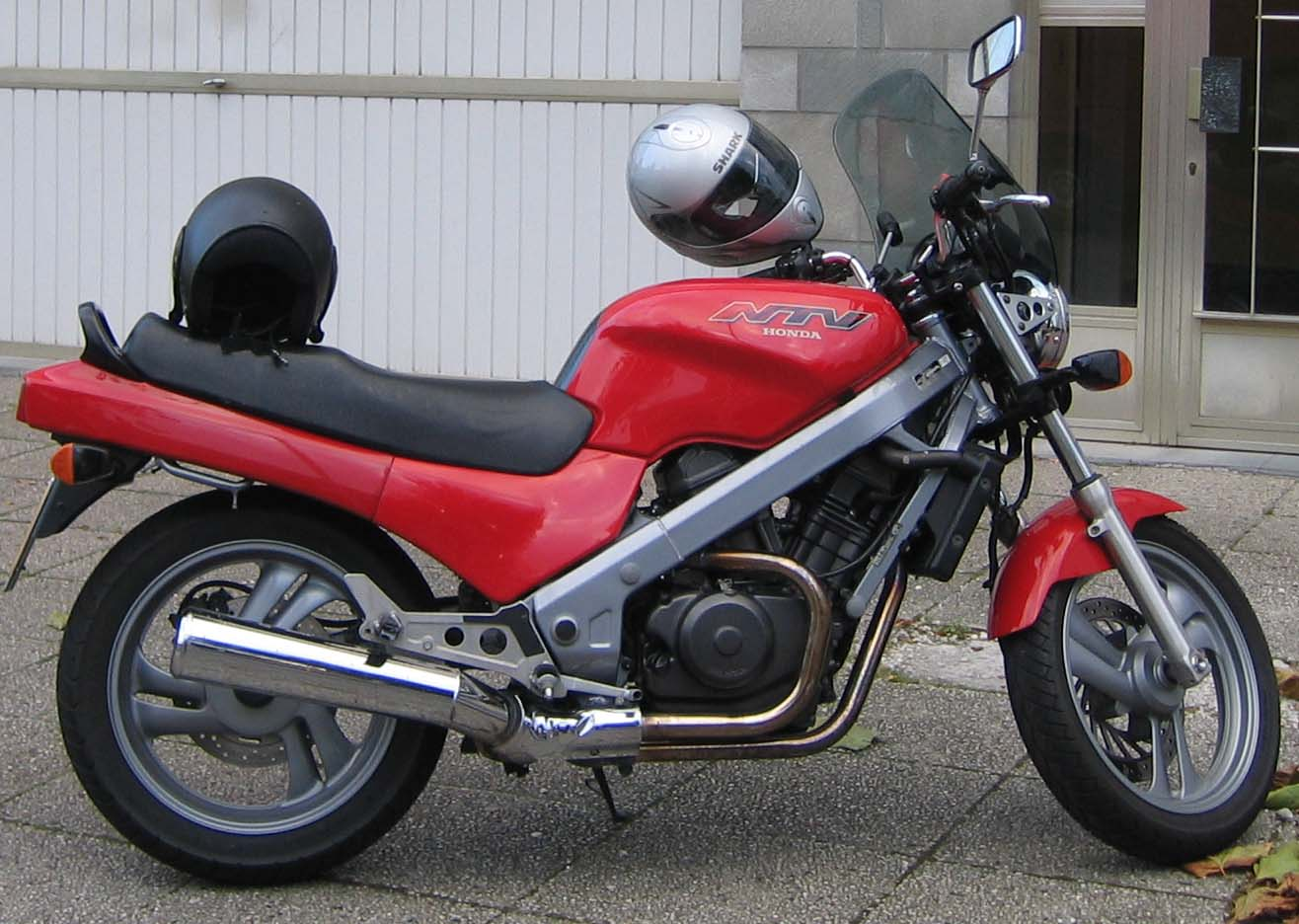
een Honda NTV 650

| Model            | Honda NTV 650                |
| Bouwjaar         | vanaf 1988                   |
| Aantal cilinders | 2 (V-twin)                   |
| Cilinderinhoud   | 647 cc                       |
| Vermogen         | 43,8 kW (59 pk)              |
| Koelsysteem      | Vloeistofkoeling             |
| Tankinhoud       | 19 liter                     |
| Topsnelheid      | 185 km/uur.                  |
| Bijzonderheden   | Pro Arm achterwielophanging. |